# Johann Jakob Plitt

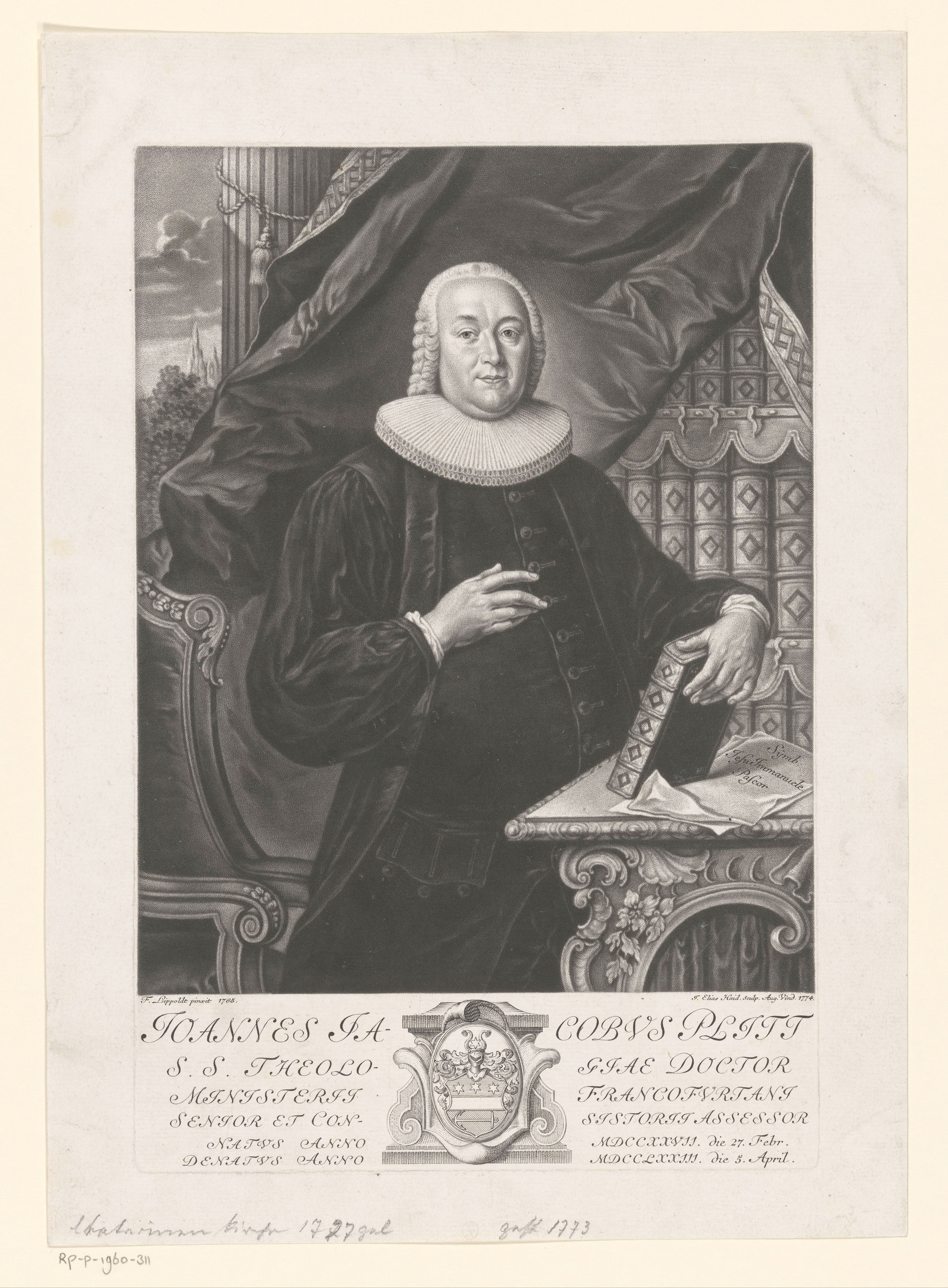
Johann Jakob Plitt

Johann Jakob Plitt (* 27. Februar 1727 in Wetter; † 7. April 1773 in Frankfurt am Main) war ein deutscher evangelisch-lutherischer Theologe und Pfarrer.

## Leben
Plitt war der Sohn des Kaufmanns Johann Conrad Plitt und dessen Frau Anne Marie May. Kaum drei Jahre alt, wurde er von seinen Eltern auf die Schule seines Geburtsorts geschickt. Mit vierzehn Jahren besuchte das Gymnasium in Lippstadt und im Folgejahr zog er ans Archigymnasium in Soest. 1744 begann er das Studium der Theologie zunächst in Marburg, ab 1745 in Halle. Zu seinen prägendsten Lehrern wurden Siegmund Jakob Baumgarten und Christian Wolff. Aber auch die Vorlesungen von Johann Georg Knapp zur Kirchengeschichte und Hebräisch, von Johann Heinrich Callenberg zur arabischen Sprache und der morgenländischen Literatur, von Georg Friedrich Meier zu verschiedenen philosophischen Themen, brachten ihn in seiner Ausbildung weiter. Zudem besuchte er an der juristischen Fakultät die Vorlesungen zum canonischen Recht bei Daniel Nettelbladt, die Vorlesungen zur Physik bei Johann Gottlob Krüger und die Vorlesungen zur Mathematik bei Christian Gottlieb Kratzenstein.
Er strebte nach einer akademischen Laufbahn und legte 1748 in Marburg die Magisterprüfung ab, wurde aber schon im gleichen Jahr als Prediger in Kassel gewählt. 1755 promovierte er zum Dr. theol. an der Universität in Göttingen und erhielt zum 1. Juni 1755 einen Ruf als Theologieprofessor an die Universität Rinteln. Dort wurde er 1758 auch Prediger der Stadtkirche St. Nikolai.
Am 16. Februar 1762 wurde er als Nachfolger des beliebten Johann Philipp Fresenius zum Senior des lutherischen Predigerministeriums in Frankfurt am Main berufen. Damit verbunden war die Rolle eines Predigers an der Barfüßerkirche.
Plitt wird von Johann Wolfgang Goethe in seiner Autobiographie Aus meinem Leben. Dichtung und Wahrheit beschrieben als „ein großer, schöner, würdiger Mann, der jedoch vom Katheder ... mehr die Gabe zu lehren als zu erbauen mitgebracht hatte.“. Denn Plitt tat sich anfangs schwer, die Frankfurter Bürger mit seinem akademischen Predigtstil für sich einzunehmen, doch erwarb er sich durch eine rege seelsorgerliche Tätigkeit und ein offenes Haus zunehmendes Ansehen in der Stadtgemeinde. 1764 hielt er die Predigt zur Kaiserkrönung von Joseph II.
1772 ließ er sich auf eine Auseinandersetzung mit den Frankfurter gelehrten Anzeigen, einer literaturkritischen Zeitschrift, ein. Deren Redakteure Johann Heinrich Merck und Johann Georg Schlosser gehörten zum Freundeskreis  Goethes, der regelmäßig Rezensionen für die Anzeigen schrieb. Plitt hatte an mehreren Rezensionen über theologische Schriften Anstoß genommen, die vor allem aus der Feder des aufklärerischen Theologen Karl Friedrich Bahrdt stammten. Zwar verloren die Anzeigen den Kampf um die Pressefreiheit, der Streit brachte Plitt wegen seines ungeschickten Auftretens jedoch viel Spott ein.
Plitt heiratete am 15. Januar 1750 in Kassel die Pfarrerstochter Henriette Charlotte Schlosser († 1796), mit der er sieben Töchter und vier Söhne hatte, darunter den Pfarrer Johann Ludwig Christian Plitt (1753–1800) und den Juristen und Residenten Johann Friedrich von Plitt (1761–1823).
Plitt starb am 7. April 1773 in Frankfurt an einer Lungenentzündung, die er sich auf einer Reise nach Kassel zugezogen hatte.

## Werke
Eine vollständige Liste seiner veröffentlichten Predigten und Abhandlungen findet sich in Friedrich Wilhelm Strieders Grundlage zu einer Hessischen Gelehrten- und Schriftsteller-Geschichte, seit der Reformation bis auf gegenwärtige Zeiten.